# USS LST-988
O USS LST-988 foi um navio de guerra norte-americano da classe LST que operou durante a Segunda Guerra Mundial.